# Флаг Тринидада и Тобаго
Государственный флаг Тринидада и Тобаго — принят 31 августа 1962 года.
Флаг представляет собой прямоугольное полотнище красного цвета с диагональной (слева направо) чёрной полосой, по краям которой расположены две узкие белые полоски. Красный цвет флага обозначает жизнеспособность людей и земли страны, тепло и энергию солнца, мужество и дружелюбие народа. Белый цвет олицетворяет Карибское море и Атлантический океан, а также чистоту устремлений и равенство всех людей под Солнцем. Чёрный цвет символизирует связь всех людей Тринидада и Тобаго, единство цели и богатство земли. В совокупности все цвета представляют элементы земли, воды и огня, как вечные символы прошлое, настоящее и будущее.

## Исторические флаги

Флаг колонии Тринидад и Тобаго 1 января 1889 — 13 октября 1958
Флаг колонии Тринидад и Тобаго 13 октября 1958 — 31 августа 1962
Флаг королевы Елизаветы 1966—1976

## Другие флаги

Флаг президента
Флаг премьер-министра
Флаг сил обороны Тринидада и Тобаго